# Союз МС-16
Союз МС-16 (№ 745, ISS-62S) — российский транспортный пилотируемый космический корабль серии «Союз МС», запуск которого с космодрома Байконур к Международной космической станции состоялся 9 апреля 2020 года. Во время полёта были доставлены участники экспедиции МКС-62/63. Это второй запуск ТПК «Союз МС» с помощью ракеты носителя «Союз-2.1а» и первый с космонавтами на борту.

## Экипаж
| Космонавт         | Должность                                                        | № полёта        | Организация     |                 |                 |                 |
| Основной экипаж   | Основной экипаж                                                  | Основной экипаж | Основной экипаж | Основной экипаж | Основной экипаж | Основной экипаж |
| ----------------- | ---------------------------------------------------------------- | --------------- | --------------- | --------------- | --------------- | --------------- |
| Анатолий Иванишин | Командир ТПК «Союз МС», бортинженер МКС-62/63                    | 3               | Роскосмос       |                 |                 |                 |
| Иван Вагнер       | Бортинженер-1 ТПК «Союз МС», бортинженер МКС-62/63               | 1               | Роскосмос       |                 |                 |                 |
| Кристофер Кэссиди | Бортинженер-2 ТПК «Союз МС», бортинженер МКС-62, командир МКС-63 | 3               | НАСА            |                 |                 |                 |
| Дублёры           |                                                                  |                 |                 |                 |                 |                 |
| Сергей Рыжиков    | Командир ТПК «Союз МС»                                           | 2               | Роскосмос       |                 |                 |                 |
| Андрей Бабкин     | Бортинженер-1 ТПК «Союз МС»                                      | 1               | Роскосмос       |                 |                 |                 |
| Стивен Боуэн      | Бортинженер-2 ТПК «Союз МС»                                      | 4               | НАСА            |                 |                 |                 |

19 февраля 2020 года было официально объявлено, что российские члены основного экипажа пилотируемого корабля «Союз МС-16» — космонавты Роскосмоса Николай Тихонов и Андрей Бабкин заменены на дублёров по медицинским показаниям. Командиром основного экипажа корабля «Союз МС-16» назначен Анатолий Иванишин, бортинженером — Иван Вагнер. Астронавт НАСА Крис Кэссиди продолжает подготовку к полёту в соответствии с установленным планом.

## Полёт

### Запуск
9 апреля 2020 года в 08:05:06 UTC со стартового комплекса площадки № 31 космодрома Байконур успешно стартовала ракета-носитель «Союз-2.1а» с космическим кораблём «Союз МС-16». В 08:13:56 UTC космический корабль успешно отделился от 3-й ступени носителя и вышел на околоземную орбиту.

### Стыковка корабля с МКС
Сближение корабля с МКС выполнялось по укороченной четырёхвитковой схеме. Автоматическая стыковка с модулем Поиск произошла через шесть часов — 9 апреля 2020 года в 14:13:21 UTC.

### Посадка
«Союз МС-16» отстыковался от МКС 21 октября 2020 года в 23:32 UTC и в 02:54:12 UTC 22 октября спускаемая капсула корабля совершила посадку в Казахстане.